# Keiichi Zaizen
Keiichi Zaizen (財前 恵一 Zaizen Keiichi?), född 17 juni 1968 i Hokkaido prefektur, är en japansk tidigare fotbollsspelare.
Zaizen började sin karriär 1987 i Nissan Motors (Yokohama Marinos). 1994 blev han utlånad till Kashiwa Reysol. Han gick tillbaka till Yokohama Marinos 1995. 1996 flyttade han till Consadole Sapporo. Han avslutade karriären 1996. Med Nissan Motors/Yokohama Marinos vann han japanska ligan 1988/89, 1989/90, 1995, japanska ligacupen 1988, 1989, 1990 och japanska cupen 1988, 1989, 1991, 1992. 